# 李庚希
李庚希（2000年4月22日—），中国大陆女演员。其在2016年被徐静蕾看中，練了10個月的演艺知识。2017年出演《同學兩億歲》在该剧中飾演宣墨，从而进入演艺圈，后饰演《小欢喜》乔英子一角广受好评。2024年，李庚希凭借《我们一起摇太阳》获得第37届中国电影金鸡奖最佳女主角，成为金鸡奖的第一位“00后”影后。

## 早年经历
李庚希2000年4月22日出生于北京市，她从小喜欢模仿，经常自己演《情深深雨濛濛》，还有宋丹丹、赵本山、小沈阳等春晚小品。
李庚希初中时就来到美国上学，后来进入了位于旧金山北面三十多公里的一所独立寄宿学校圣多梅尼科学校，根据自己的兴趣爱好加入了戏剧社。
李庚希的父亲与徐静蕾小时候一起学过画画，所以在李庚希15岁时，李庚希的父亲在徐静蕾面前说起女儿的事。刚好徐静蕾在筹备网剧项目，让李庚希回国试一试。李庚希便放弃了学业，于2016年9月回到了北京。徐静蕾看中了李庚希的气质，有她年轻时候的风范，于是把李庚希签入北京鲜花盛开影业有限公司，培训了将近十个月的表演培训课，从此李庚希便走上了演员的道路。

## 影视作品

### 电视剧
| 首播年份 | 剧名           | 角色         | 备注             |
| 2018年   | 同学两亿岁     | 宣墨         | [ 7 ]            |
| 2018年   | 原来你还在这里 | 莫郁华(少年) |                  |
| 2019年   | 小欢喜         | 乔英子       |                  |
| 2020年   | 二十不惑       | 罗艳         | [ 8 ]            |
| 2020年   | 三十而已       | 罗艳         | 客串             |
| 2021年   | 花好月又圆     | 小丸子       | 网络剧           |
| 2021年   | 我们的新时代   | 何妙云       | 单元《美丽的你》 |
| 2021年   | 雪中悍刀行     | 姜泥         |                  |
| 2022年   | 超越           | 陈冕         |                  |
| 2022年   | 二十不惑2      | 罗艳         |                  |
| 2022年   | 大考           | 田雯雯       |                  |
| 2022年   | 月里青山淡如画 | 秋媛         |                  |
| 2023年   | 漫长的季节     | 沈墨         | 网络剧           |
| 2024年   | 不讨好的勇气   | 吴秀雅       | 网络剧           |
| 待播     | 命悬一生       | 吴细妹       |                  |

### 电影
| 首映年份 | 剧名           | 角色   |
| 2021年   | 燃野少年的天空 | 同学甲 |
| 2021年   | 兔子暴力       | 水青   |
| 2024年   | 我们一起摇太阳 | 凌敏   |
| 2025年   | 狂野時代       | Dolly  |
| 2025年   | 恶意           | 晨晨   |
| 待上映   | 即兴谋杀       | 何思怡 |
| 待上映   | 无名女孩       |        |

### 综艺
| 播出日期 | 播出日期 | 节目     | 内容/标题 | 备注 |
| -------- | -------- | -------- | --------- | ---- |
| 2020     | 01月18日 | 吐槽大会 | 吐槽徐峥  |      |

### 奖项
| 年份 | 颁奖典礼                   | 奖项           | 片名               | 結果 |
| ---- | -------------------------- | -------------- | ------------------ | ---- |
| 2019 | 国剧盛典                   | 青春演艺新生代 | 《小欢喜》         | 獲獎 |
| 2024 | 第19屆中國長春電影節金鹿獎 | 最佳女演員     | 《我们一起摇太阳》 | 獲獎 |
| 2024 | 第37屆中國電影金雞獎       | 最佳女主角     | 《我们一起摇太阳》 | 獲獎 |